# الرهينة (فلم)
الرهينة فيلم مصري إنتاج عام 2006.

## قصة الفيلم
تدور أحداثه حول شاب يدعى مصطفى، يحدث له مفاجآة لحظة وصوله أوكرانيا، حيث تقع أمام عينه جريمة اختطاف عالم مصري جاء ليزور أحد أقاربه في أوكرانيا، فيتورط في مهمة إنقاذ هذا العالم في بلد لا يعرف عنها شيئا وتحدث الكثير من المفارقات.

## شخصيات الفيلم
- أحمد عز في دور "مصطفى" الذي يحاول تخليص العالم المصري من الأعداء.
- ياسمين عبد العزيز في دور "لينا" المذيعة التي تنشر الأخبار عن العالم المصري وتحب "مصطفى"
- صلاح عبد الله في دور العالم المصري "مكرم سحاب" الذي اختطف من قبل الأعداء.
- نور في دور المرأة التي اختطفت العالم المصري.
- ماجد الكدواني في دور "كلاوي" صاحب مرض الكلى و«جنيس الشقة» التي يعيش فيها "مصطفى" بأوكرانيا في الكمبيوتر.
- محمد شرف في دور "عماد" صديق وجار "مصطفى" الذي يسكن عنده مصطفى في أوكرانيا.
- سامح الصريطي
- أشرف مصيلحي
- محمد فراج
- محمد سلام
- بهجت عدلي

## أسرة العمل في الفيلم
- إخراج: ساندرا نشأت
- إنتاج: وائل عبد الله
- قصة: نبيل فاروق
- سيناريو وحوار: نادر صلاح الدين
- مدير التصوير: نزار شاكر
- مونتاج: أحمد حافظ
- موسيقي: عمر خيرت
- توزيع: اوسكار - النصر - الماسة
- تاريخ العرض: 2006

## روابط خارجية
- الرهينة على موقع IMDb (الإنجليزية)
- الرهينة على موقع قاعدة بيانات الأفلام العربية
- الرهينة على موقع قاعدة بيانات الفيلم (الإنجليزية)
- الرهينة على موقع ليتربوكسد (الإنجليزية)
- الرهينة على موقع كينوبويسك (الروسية)